# Sublimació
|  | Per a altres significats, vegeu «Sublimació (desambiguació)». |

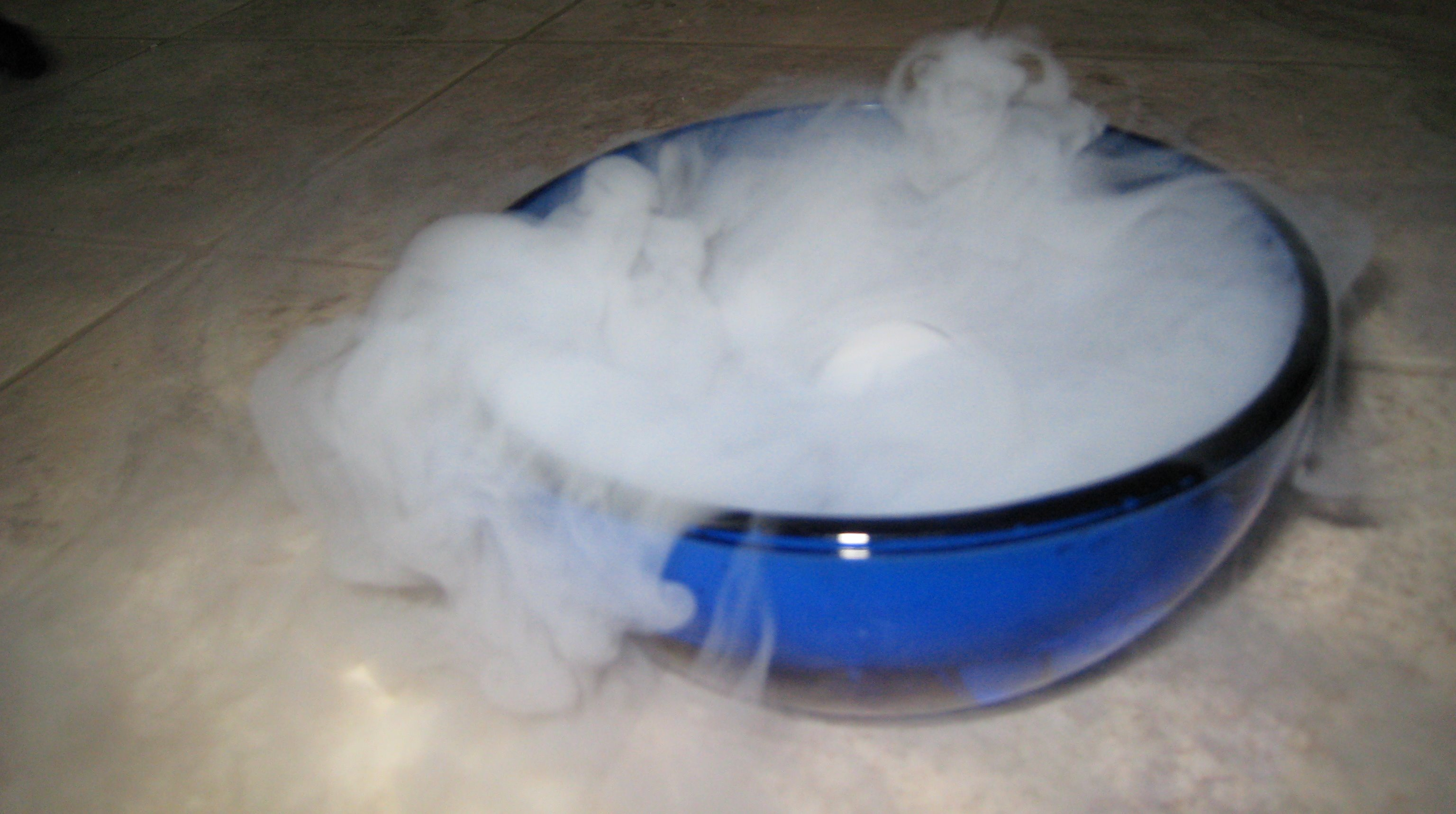
Sublimació de gel sec.

La sublimació és un canvi d'estat de la matèria consistent en el pas directe d'estat sòlid a gasós o bé d'estat gasós a sòlid. La sublimació es realitza a temperatures inferiors a la del punt triple (punt on estan en equilibri els tres estats) d'una substància, absorbint calor en el pas de sòlid a vapor i desprenent-ne en el cas invers. S'anomena sublimació al pas directe d'estat sòlid a gasós i sublimació regressiva o deposició al pas directe d'estat gasós a sòlid.

## Sublimacions naturals

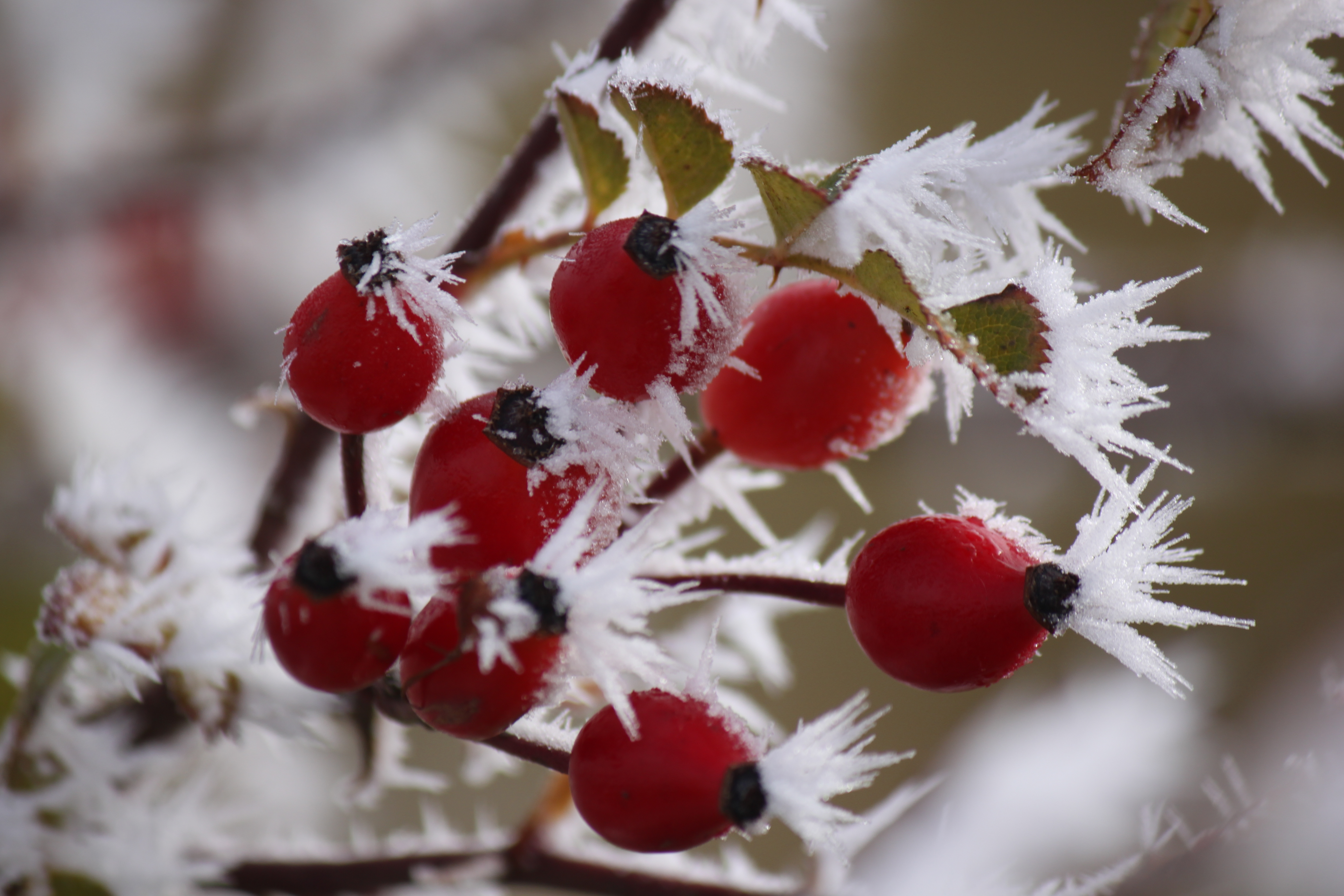
Gelada en forma d'agulles damunt baies.

A l'ambient que ens rodeja hi ha molts de sòlids que sublimen lentament. L'olor que percebem dels sòlids és perquè algunes de les seves molècules han passat a l'estat gasós i poden ser detectades pel nostre olfacte.

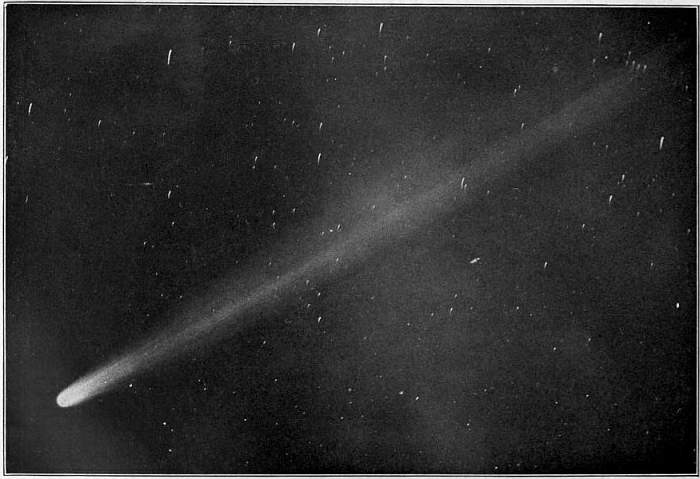
Cua del cometa de Halley fotografiat el 1910.

La gelada són cristalls de gel que durant les fortes radiacions nocturnes es formen damunt les herbes i en general damunt els objectes mal conductors de la calor, els quals es refreden per sota dels 0 °C, i el vapor d'aigua sofreix una sublimació regressiva. Aquest procés té lloc simultàniament arreu de la superfície afectada, la qual cosa causa que s’hi formin cristalls molt petits i homogenis. Aquest vapor d’aigua sublimat constitueix una massa de gel en forma cristal·lina que adopta aspectes molt variats: escates, agulles, plomalls, etc.
El gel dels pols de la Terra i de les glaceres de les muntanyes sublima lleugerament (el punt triple de l'aigua és de 273,16 °C i 612 Pa).
Els cometes tenen gel en la seva composició i, en passar prop del Sol, la temperatura augmenta i, com que la pressió exterior és zero, l'aigua i d'altres substàncies sublimen donant lloc a la cua característica, que es perd en deixar el Sol i aturar-se la sublimació.

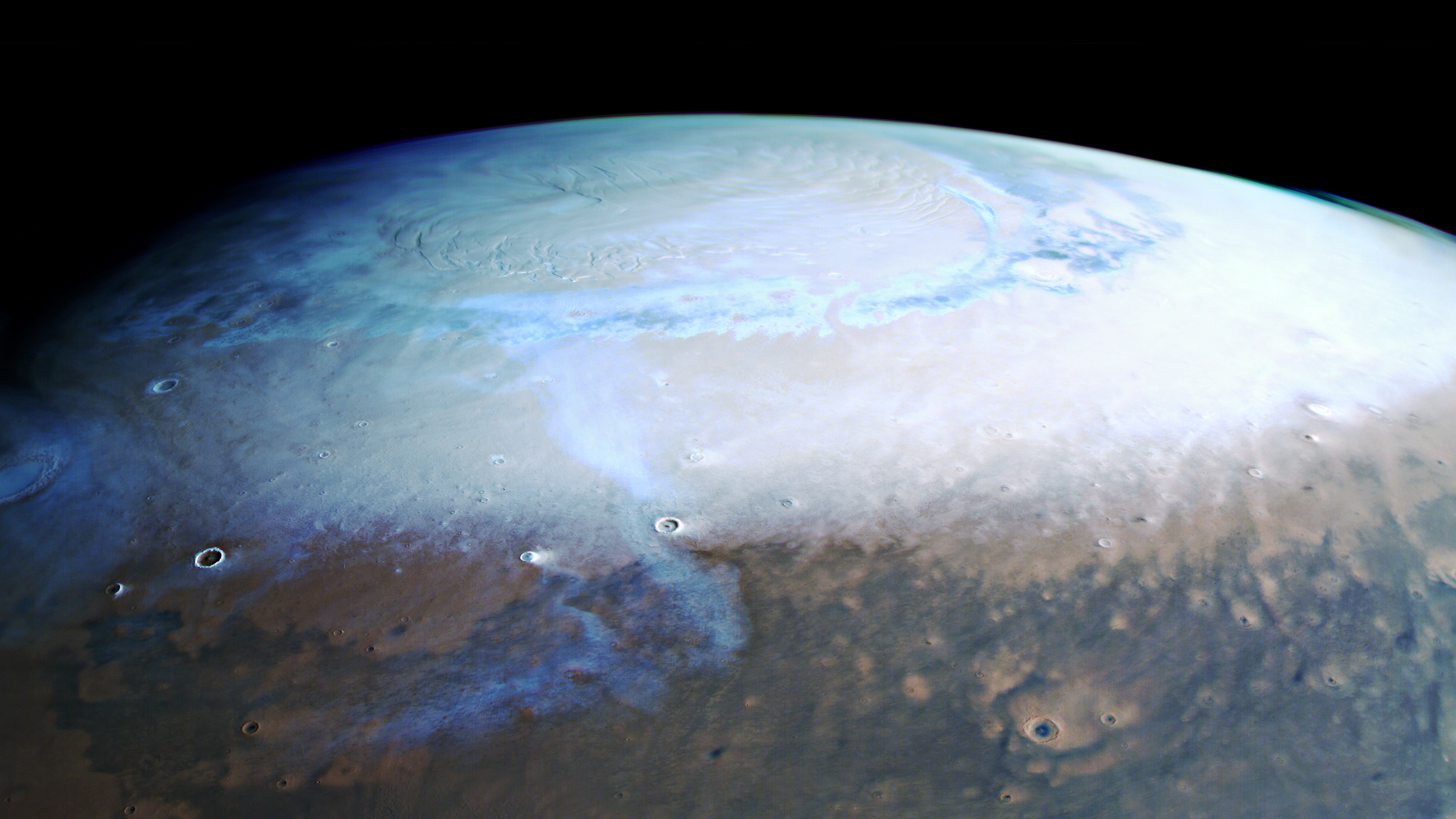
Pol nord de Mart congelat. S'observa un capa de gel coberta d'una de diòxid de carboni sòlid.

Els casquets polars estacionals de Mart estan compostos principalment per gelades de diòxid de carboni {\textstyle {\ce {CO2}}}. Aquesta gelada se sublima a la primavera, augmentant la pressió de l'atmosfera fina de Mart. A la tardor, el diòxid de carboni sofreix una sublimació regressiva, fent que els casquets polars arribin fins als ~55° de latitud a finals de l'hivern. En els estudis dels processos estacionals s'observen els casquets polars a mesura que augmenten i disminueixen de mida per investigar tant els efectes a gran escala a Mart com els detalls locals dels processos de sublimació i sublimació regressiva. Conèixer els processos actuals localment possibilitarà interpretar el registre geològic dels canvis climàtics a Mart.

També a les llunes de Júpiter congelades (Ganimedes, Europa i Cal·listo) s'ha observat vapor d'aigua a les seves atmosferes a causa de la sublimació del gel de la seva superfície. I més lleugerament a la nostra Lluna. 

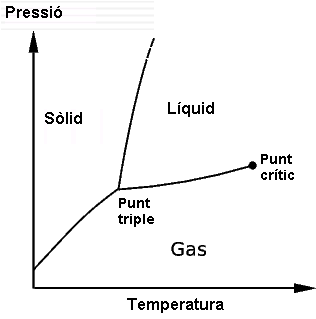
Un sòlid per sota del seu punt triple, passarà directament a gas, sense convertir-se prèviament a líquid.

## Termodinàmica
En els diagrames de fases (diagrama pressió-temperatura) de les substàncies pures la sublimació té lloc a la línia que separa els estats sòlid i gasos, sempre a temperatures inferiors a la del punt triple. En aquest diagrama la fase de vapor sempre es troba a la part inferior, és a dir a pressions baixes; i a la dreta, que correspon a temperatures altes. Per tant, les substàncies sublimaran a baixes pressions i altes temperatures. Aquesta línia segueix l'equació de Clapeyron:
{\displaystyle {dp \over dT}={\frac {\Delta _{sub}H_{m}}{T\Delta V}}}
on:
- {\displaystyle p} és la pressió a què està sotmès el sòlid en pascals.
- {\displaystyle T} és la temperatura absoluta en kèlvins.
- {\displaystyle \Delta _{sub}H_{m}} és l'entalpia molar de sublimació, en J/mol.
- {\displaystyle \Delta V} és la variació de volum que experimenta la substància en passar de sòlid a vapor, això és {\displaystyle \Delta V=V_{v}-V_{s}}.[15]

Si se suposa que el vapor es comporta com un gas ideal, l'equació de Clapeyron es pot integrar i s'obté l'equació de Clausius-Clapeyron:

Sublimador simple.
1 Entrada d'aigua freda 2 Sortida d'aigua freda 3 Trompa de buit 4 Cambra de sublimació 5 Compost sublimat 6 Mostra a sublimar 7 Calefactor extern

{\displaystyle \ln {\biggl (}{\frac {p_{2}}{p_{1}}}{\biggr )}=-{\frac {\Delta _{sub}H_{m}}{R}}{\biggl (}{\frac {1}{T_{2}}}-{\frac {1}{T_{1}}}{\biggr )}}on:
- {\displaystyle 1} i {\displaystyle 2} són dos punts de la línia de separació de fases.
- {\displaystyle R} és la constant dels gasos.[15]

## Aplicacions

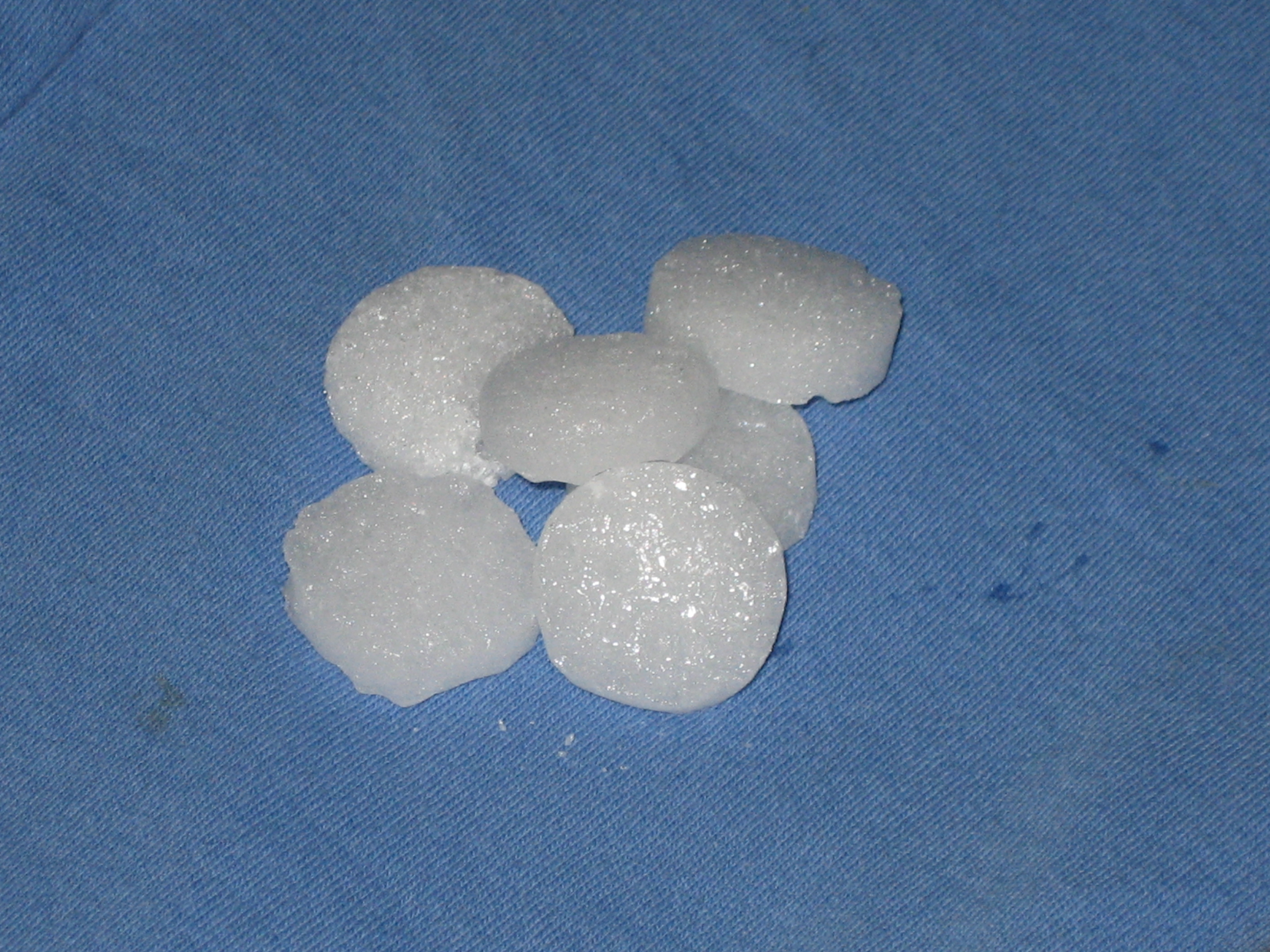
Pastilles de naftalè C10H8.

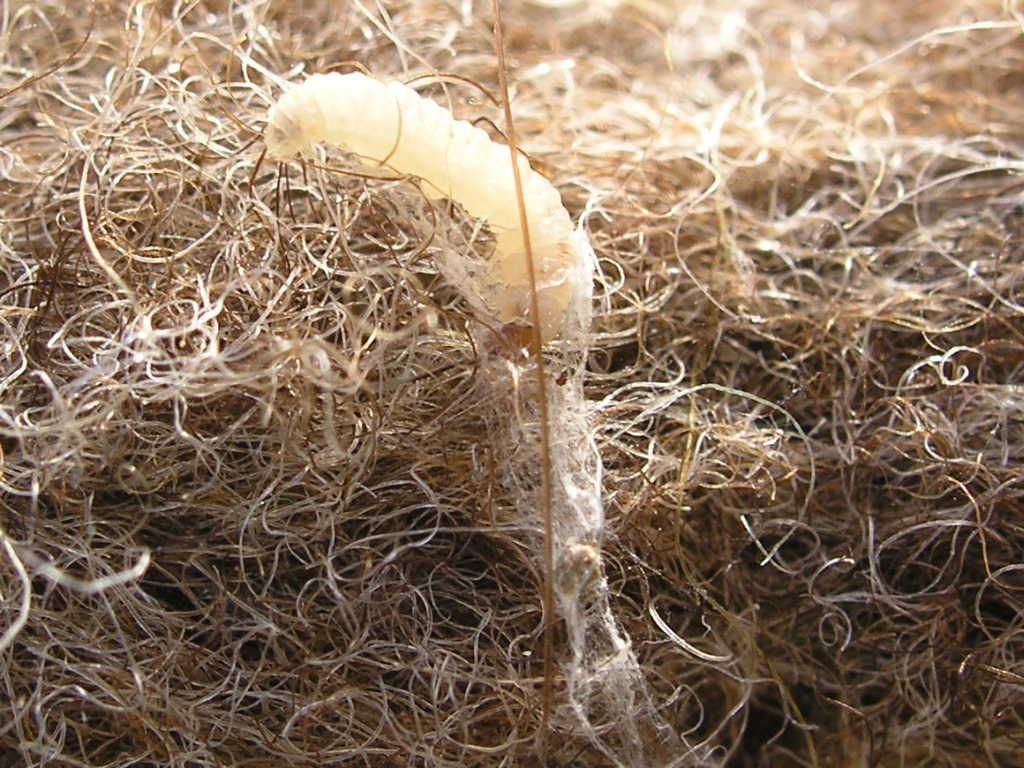
Eruga de l'arna de la roba Tineola bisselliella.

### Mètode de purificació
La sublimació és un dels mètodes de purificació més eficaços per a diverses menes de substàncies sòlides. Al laboratori, es duen a terme les sublimacions mitjançant l'ús d'un sublimador. El sublimador més simple consisteix en un tub tancat per un extrem, amb una tubuladura lateral situada a la part superior i a través de la qual hom pot practicar el buit; al fons del tub hom situa la mostra a sublimar i al seu interior hom acobla un altre tub, per l'interior del qual circula un fluid refrigerant i en la seva superfície es produeix la condensació del sublimat.

### Pesticides i repel·lents
Un dels exemples més clàssics d'ús de la sublimació són les pastilles de naftalè, o d'1,4-diclorobenzè, emprades per eliminar les arnes de la roba als armaris. Aquestes pastilles es col·loquen a l'interior dels armaris o altres espais d'emmagatzematge. A mesura que les pastilles s'exposen a l'aire, comencen a sublimar alliberant molècules de naftalè o d'1,4-diclorobenzè dins de l'armari. L'olor d'aquests composts és molt forta i desagradable per a molts insectes, actuant com a repel·lent natural. A més, poden interferir amb el sistema nerviós de les aranyes i insectes, afavorint la seva repulsió. Les pastilles de naftalè i d'1,4-diclorobenzè tenen una vida útil relativament llarga, ja que la sublimació és un procés lent. Això significa que poden mantenir l'eficàcia com a repel·lent durant un temps prolongat, generalment diverses setmanes o fins i tot mesos, abans que les pastilles es consumeixin completament.

### Conservació d'aliments

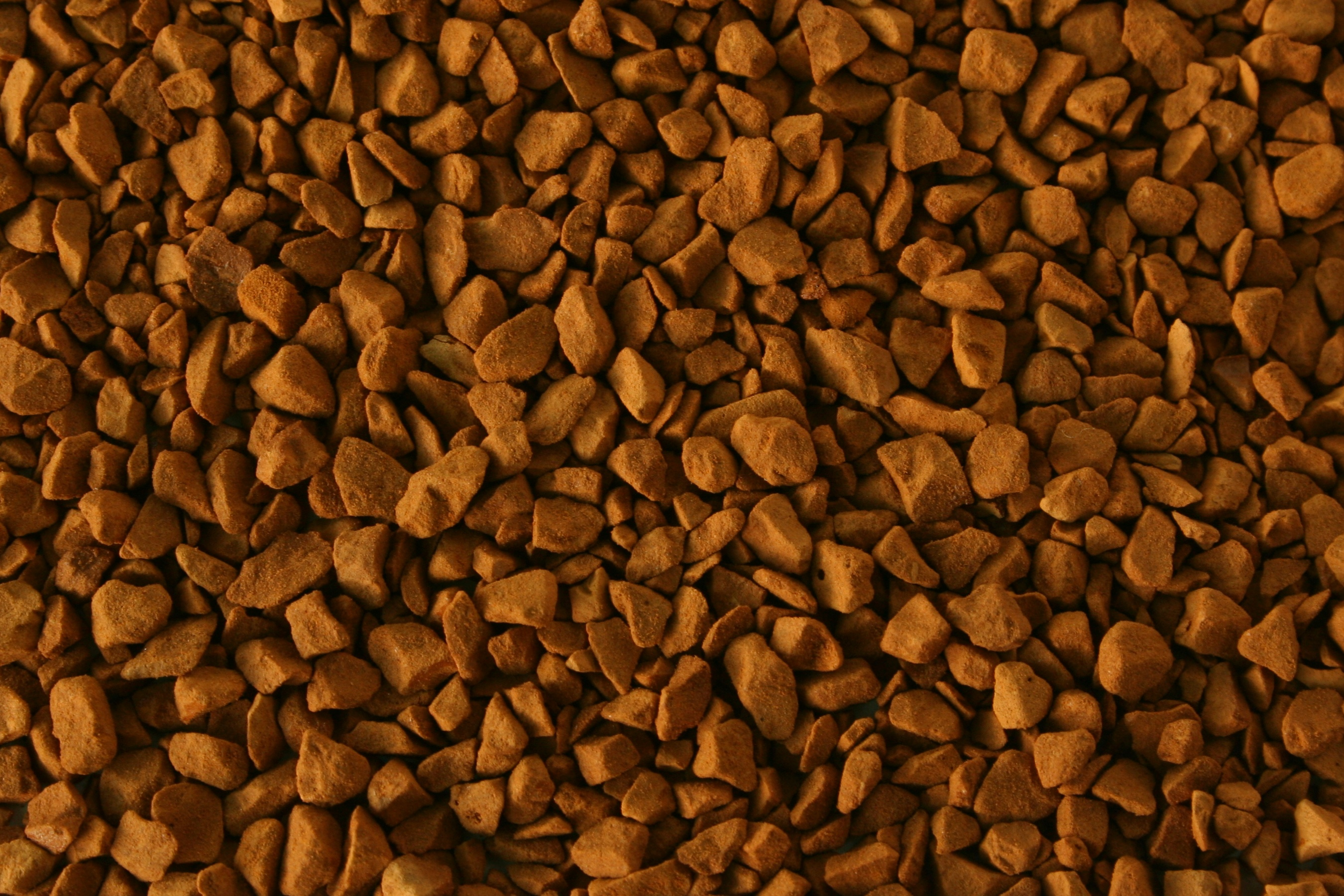
Cafè liofilitzat per a preparar cafè instantani.

La liofilització, sublimació al buit o deshidratació al buit, és un procés de conservació d'aliments, productes farmacèutics i altres materials orgànics mitjançant l'eliminació de l'aigua i altres substàncies volàtils. Aquest procés implica diverses etapes i es realitza en un entorn de buit parcial. El procés de liofilització comença amb la congelació del material que es vol conservar. Aquest congelament ajuda a preservar la seva estructura i composició original. El material congelat es diposita en una cambra de liofilització on es crea un buit parcial mitjançant una bomba d'aspiració. A continuació, s'augmenta gradualment la temperatura de la cambra, fent que el gel sublimi. Aquest procés elimina l'aigua continguda en el material, ja que l'aigua sublimada es converteix en vapor i és retirada de la cambra. Un cop que s'ha eliminat la major part de l'aigua del material i s'ha recollit el vapor d'aigua, es du a terme un assecament final per eliminar qualsevol resta d'humitat. Això es pot fer augmentant la temperatura o buidant la cambra encara més per assegurar que el material estigui completament sec. Després de completar el procés de liofilització, el material conservat es pot sellar en envasos hermètics per evitar la reabsorció d'humitat i altres contaminants.

### Indústria electrònica

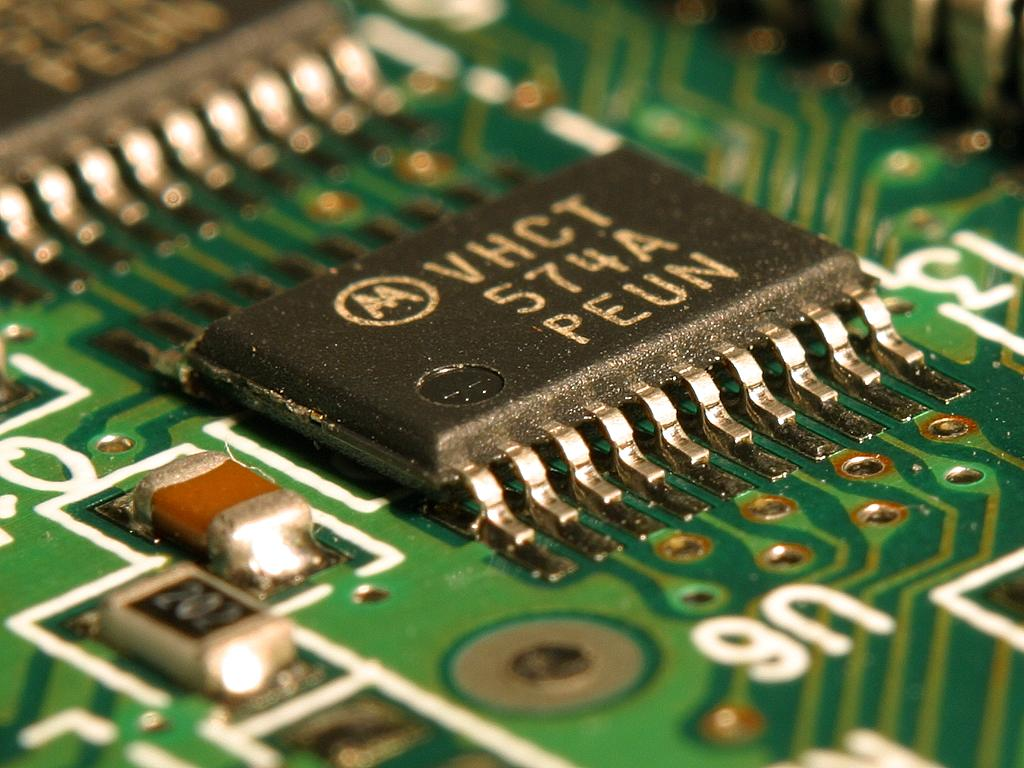
Circuit integrat.

En la indústria de l'electrònica, la sublimació s'utilitza en la deposició de materials per a la fabricació de components electrònics, com ara transistors i circuits integrats. En la fabricació de components electrònics el material seleccionat per a la deposició es col·loca en una cambra de sublimació. Aquesta cambra es manté a una pressió molt baixa, pràcticament a buit, i es controla amb precisió la temperatura. Quan s'aplica calor, el material sublima. El gas del material sublimat es dirigeix cap al substrat on es vol realitzar la deposició. Aquest substrat pot ser una làmina de silici o vidre que forma part de l'oblia de semiconductors o una altra superfície de silici o cristall feta servir en la fabricació electrònica. El gas de sublimació es condensa a la superfície del substrat en forma de capa fina. La forma exacta en què es condensa està controlada per les condicions de la cambra, com la temperatura i la pressió. Aquesta condensació forma les capes i els patrons necessaris per als components electrònics, com ara les capes dielèctriques aïllants o les capes conductores. Aquest procés de sublimació i deposició pot repetir-se diverses vegades per crear capes múltiples i estructures més complexes.

### Impressió per sublimació

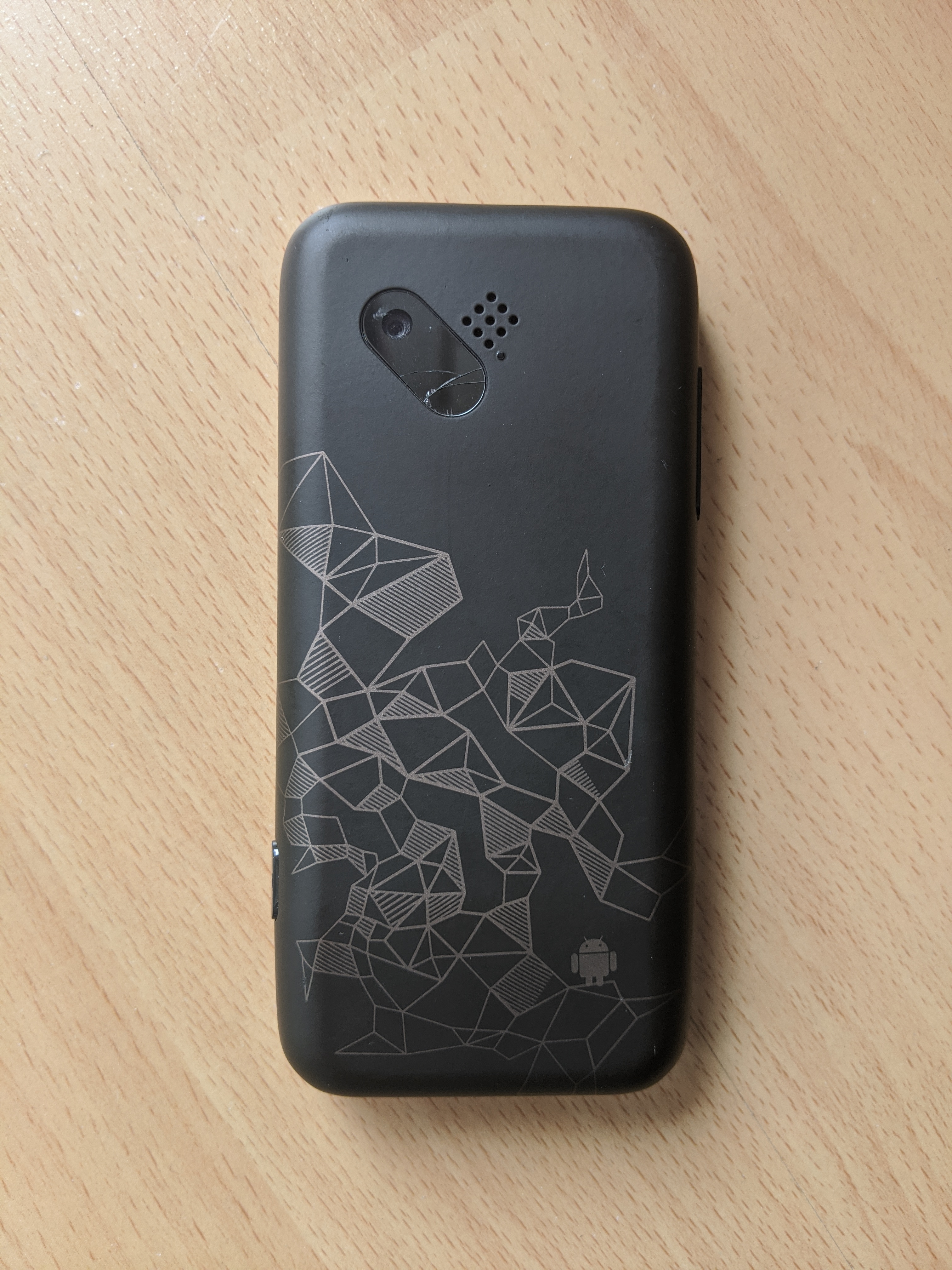
Funda de telèfon mòbil amb un dibuix fet amb impressió per sublimació.

La impressió per sublimació de tinta és un procés de transferència d'imatges o dissenys a una àmplia gamma de superfícies i productes mitjançant l'ús de tinta de sublimació i calor. Aquest procés es destaca per la seva capacitat d'oferir imatges brillants i duradores, i es fa servir en diverses aplicacions com la personalització de roba (samarretes de polièster, etc.), la producció de regals i productes promocionals, i fins i tot en la fabricació de materials de senyalització i decoració d'interiors.
En aquest procés, es fa servir una tinta especial coneguda com a tinta de sublimació. Aquesta tinta es compon de pigments de colorants que poden passar de l'estat sòlid a gasós sense passar per l'estat líquid quan se sotmeten a temperatures elevades. La primera etapa de la impressió per sublimació és crear una imatge o disseny en un paper especial conegut com a paper de sublimació. Aquest paper és fonamental, ja que la tinta es fixa ràpidament i de manera precisa a la superfície. El paper de sublimació amb el disseny imprès s'ajunta amb la superfície del producte que es vol personalitzar. A continuació, s'aplica calor i pressió amb una premsa de calor o una màquina d'impressió de sublimació. Aquest procés fa que la tinta de sublimació passi de l'estat sòlid a gasós (sublimació). L'objectiu és que la tinta de sublimació passi a l'estructura molecular de la superfície del producte. Aquesta és la raó per la qual aquest procés és especialment eficaç en materials que contenen polièster o tenen recobriments de polièster, ja que aquest tipus de fibra té la capacitat d'absorbir les partícules de tinta sublimada. Un cop la tinta s'ha sublimat i absorbit a la superfície, es refreda ràpidament. Aquesta refredada fa que les partícules de tinta es tornin a solidificar (sublimació inversa), incorporant-se permanentment a la superfície del producte. Aquesta fixació assegura que les imatges siguin resistents a les rentades.